# Seniorentreff
Seniorentreff ist eine Wortschöpfung aus Senior und Treff und bezeichnet einen Treffpunkt für ältere Menschen.

## Vorkommen
Seniorentreffs haben sich in fast jeder größeren Kommune unter der Obhut der Kirchengemeinden, der Wohlfahrtsverbände oder unter kommunaler Trägerschaft gebildet. Dabei gilt, dass es sich durchgängig um zwanglose Treffen handelt, die allen Senioren einer Region oder eines Stadtteils offenstehen. Die Anzahl der lokalen Seniorentreffs in Deutschland ist fast unübersehbar. In Hamburg sind etwa 80 solcher Einrichtungen offiziell registriert und allein in Berlin-Reinickendorf gibt es 140 Hobby- und Interessengruppen, die weitgehend in den Seniorenfreizeitstätten zu finden sind.

## Soziale Funktion
Die soziale Funktion der Seniorentreffs ist unstrittig. Die heutige Lebenssituation alter Menschen ist nach der aktiven Berufszeit oft geprägt von Vereinsamung. Die Kinder sind aus dem Haus und wohnen oft nicht mehr in der Nachbarschaft. Die Freunde werden weniger, oft ist ein Partnerverlust zu beklagen. In dieser Situation sind soziale Kontakte wichtiger denn je und hier greifen die Angebote der Seniorentreffs.

## Soziale Netzwerke im Internet als Organisationshilfe
Wenn auch die eigene Mobilität eingeschränkt wird, können soziale Netzwerke wie Seniorentreff im Internet, Feierabend.de oder Facebook helfen, Räume zu überwinden und Kontakte zu erhalten oder neue zu knüpfen. Die Funktion dieser Netzwerke im Internet wird immer bedeutsamer, da immer mehr Senioren das Internet nutzen. Diese Netzwerke im Internet stehen hierbei zu den klassischen lokalen Seniorentreffs nicht in Konkurrenz, sondern bieten diesen eine neue Möglichkeit, sich zu organisieren.